# Satimolita
La satimolita és un mineral de la classe dels borats. Rep el nom del dom de sal de Satimola, al Kazakhstan, la seva localitat tipus.

## Característiques
La satimolita és un borat de fórmula química KNa₂(Al₅Mg₂)[B₁₂O18(OH)₁₂](OH)₆Cl₄·4H₂O. Va ser aprovada com a espècie vàlida per l'Associació Mineralògica Internacional l'any 1967, sent publicada per primera vegada el 1969. L'any 2018 es va publicar un nou article sobre aquest mineral en què la fórmula química ideal del mineral quedava modificada, amb el magnesi com a constituent essencial. Cristal·litza en el sistema trigonal. La seva duresa a l'escala de Mohs es troba entre 1 i 2.

## Formació i jaciments
Va ser descoberta al dom de sal de Satimola, a la localitat d'Oral, la capital de la província del Kazakhstan Occidental (Kazakhstan), on es troba en dipòsits d'evaporites en forma de cristalls densos i arrodonits de fins a 6-8 mm de diàmetre que sota una lleugera pressió s'esmicolen produint una pols fina semblant al guix. També ha estat descrita a la vall d'Aksai, a la província d'Aktobé, també al Kazakhstan. Aquests dos indrets són els únics de tot el planeta on ha estat descrita aquesta espècie mineral.